# وسط ضلاع (صنعاء)

تعديل مصدري - تعديل

حي وسط ضلاع هو أحد أحياء مدينة صنعاء، ويتبع إدارياً مديرية همدان التابعة لمحافظة صنعاء اليمنية. يبلغ تعداد سكانه 2209 نسمة حسب التعداد السكاني في اليمن لعام 2004.